# Seki (Gifu)
Seki (jap. 関市, -shi, wörtlich: Grenzstation; Barriere) ist eine Stadt in der japanischen Präfektur Gifu.

## Geschichte
Die Stadt Seki wurde als eigenständige Stadt am 15. Oktober 1950 gegründet. Zu diesem Zeitpunkt wurde sie aus dem 1889 geschaffenen Kreis Mugi (武儀郡 Mugi-gun) ausgegliedert. Dieser wiederum wurde dann 2005 als Ganzes nach Seki eingemeindet.

## Geographie
Seki liegt nordöstlich von Gifu und nördlich von Nagoya.
Der Fluss Nagara fließt durch die Stadt von Norden nach Süden.
Der Ort gilt als Bevölkerungsmittelpunkt von Japan.

## Verkehr
Die Stadt liegt an der Tōkai-Hokuriku-Autobahn und an den Nationalstraßen 156, 248 und 418.
Der Ort wird durch die Bahnstrecke der Etsumi-nan-Linie erschlossen, die von Mino-Ōta durch das Nagara-Tal nach Hokunō führt. Von 1911 bis 2005 bestand die Meitetsu Minomachi-Linie, eine Überlandstraßenbahn zwischen Gifu und Mino, die auch am Bahnhof Seki hielt.

## Angrenzende Städte und Gemeinden
Seki grenzt an Gifu, Mino, Minokamo, Gujo, Gero, Kakamigahara, Yamagata, Motosu und Ōno.

## Persönlichkeiten
- Junki Endō (* 1994), Fußballspieler
- LiSA (* 1987), Sängerin
- Takeo Shiina (1929–2023), Unternehmer

## Weblinks

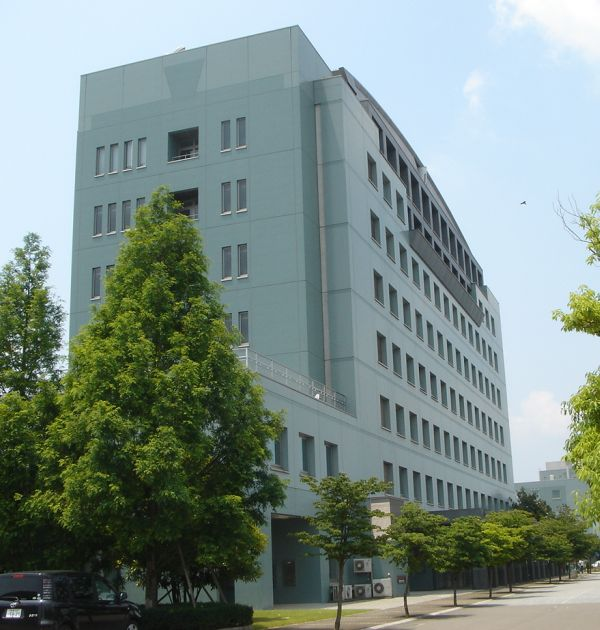
Rathaus von Seki

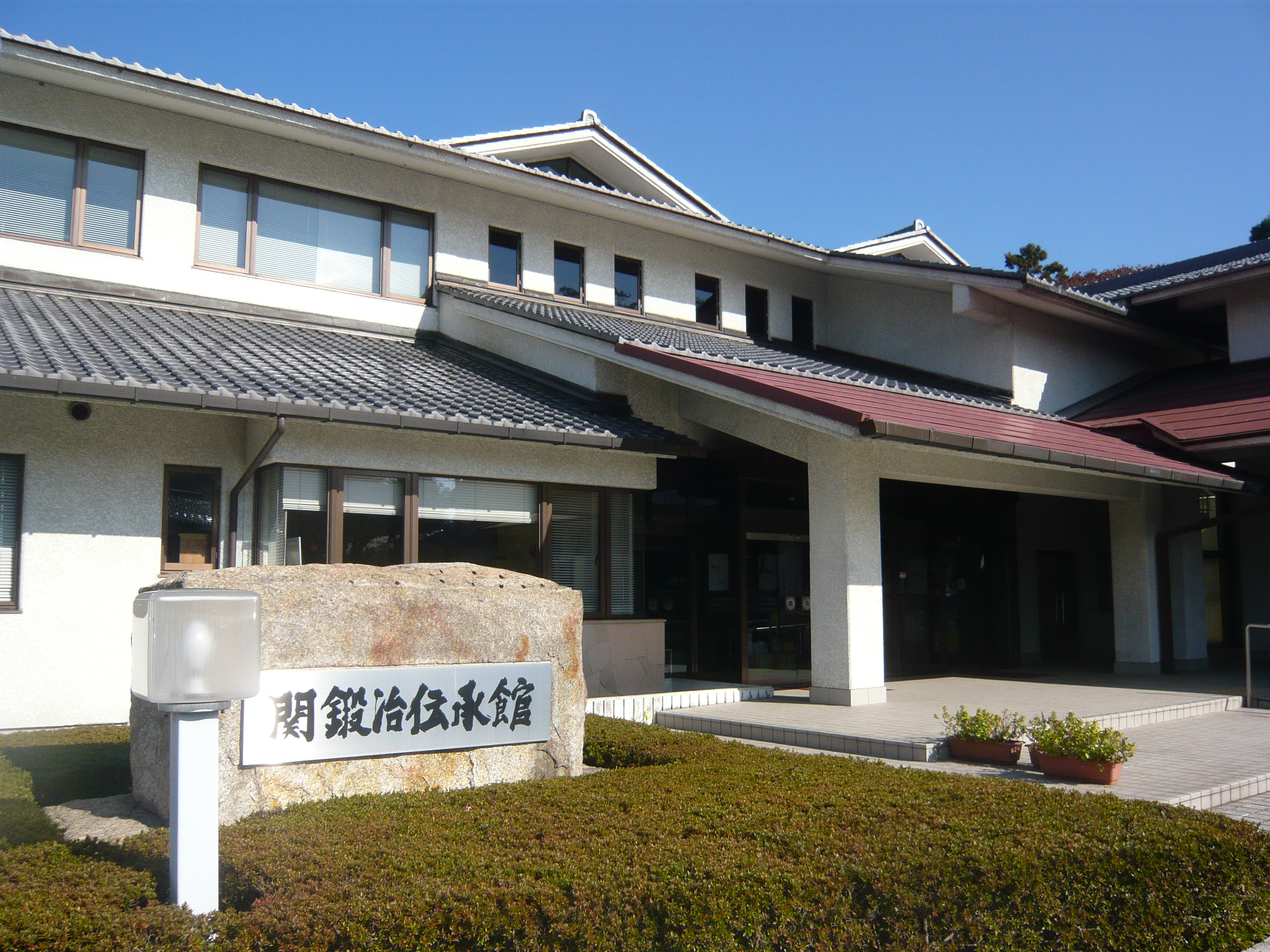
Seki-Museum für Schmiedetradition